# Зеленогорское сельское поселение (Марий Эл)
Зеленогорское сельское поселение — муниципальное образование (сельское поселение) в составе Моркинского района Марий Эл Российской Федерации.
Административный центр и единственный населённый пункт поселения — посёлок Зеленогорск.

## География
Находится в юго-восточной части республики, в зоне хвойно-широколиственных лесов.

### Климат
Климат характеризуется как умеренно континентальный, с умеренно холодной снежной зимой и относительно тёплым летом. Среднегодовая температура воздуха — 2,3 °С. Средняя температура воздуха самого тёплого месяца (июля) — 18,2 °C (абсолютный максимум — 38 °C); самого холодного (января) — −13,7 °C (абсолютный минимум — −47 °C). Безморозный период длится с середины мая до середины сентября. Среднегодовое количество атмосферных осадков составляет 491 мм, из которых около 352 мм выпадает в период с апреля по октябрь

## История
Образован 7 июня 1963 года на территории Весьшургинского сельского совета.
Статус и границы сельского поселения установлены Законом Республики Марий Эл от 18 июня 2004 года № 15-З «О статусе, границах и составе муниципальных районов, городских округов в Республике Марий Эл».

## Население
| 2010 | 2011  | 2012  | 2013  | 2014 | 2015 | 2016 |
| ---- | ----- | ----- | ----- | ---- | ---- | ---- |
| 1062 | ↘1056 | ↘1027 | ↘1005 | ↘994 | ↘949 | ↘938 |
| 2017 | 2018  | 2019  | 2020  | 2021 | 2023 |      |
| ↘928 | ↘916  | ↘895  | ↘863  | ↘859 | ↘840 |      |

## Состав поселения
В состав сельского поселения входит единственный посёлок Зеленогорск.
Ранее, по переписи 2002 года, в Зеленогорский сельсовет входили: посёлок Зеленогорск (1174 человек, 534 мужчин, 640 женщин) и посёлок Комсомольский (168 человек, 86 мужчин, 82 женщины).
На год образования, 1963-й, входили посёлки Зеленогорск, Комсомольский, Порошковый, 48-й км.
К 1969 году в состав сельсовета входили: посёлки Зеленогорск, Комсомольский, Порошковый, 48 км, 49 км, дом лесоохраны	Ямнурский
К 1970 году посёлки Порошковый и 48-й км прекратили своё существование, а их жители переехали в Зеленогорск либо на другие местожительства.

## Инфраструктура
Жители всех населённых пунктов были заняты в лесном хозяйстве: рубили лес, занимались его переработкой, посадкой леса.